# Tvrz

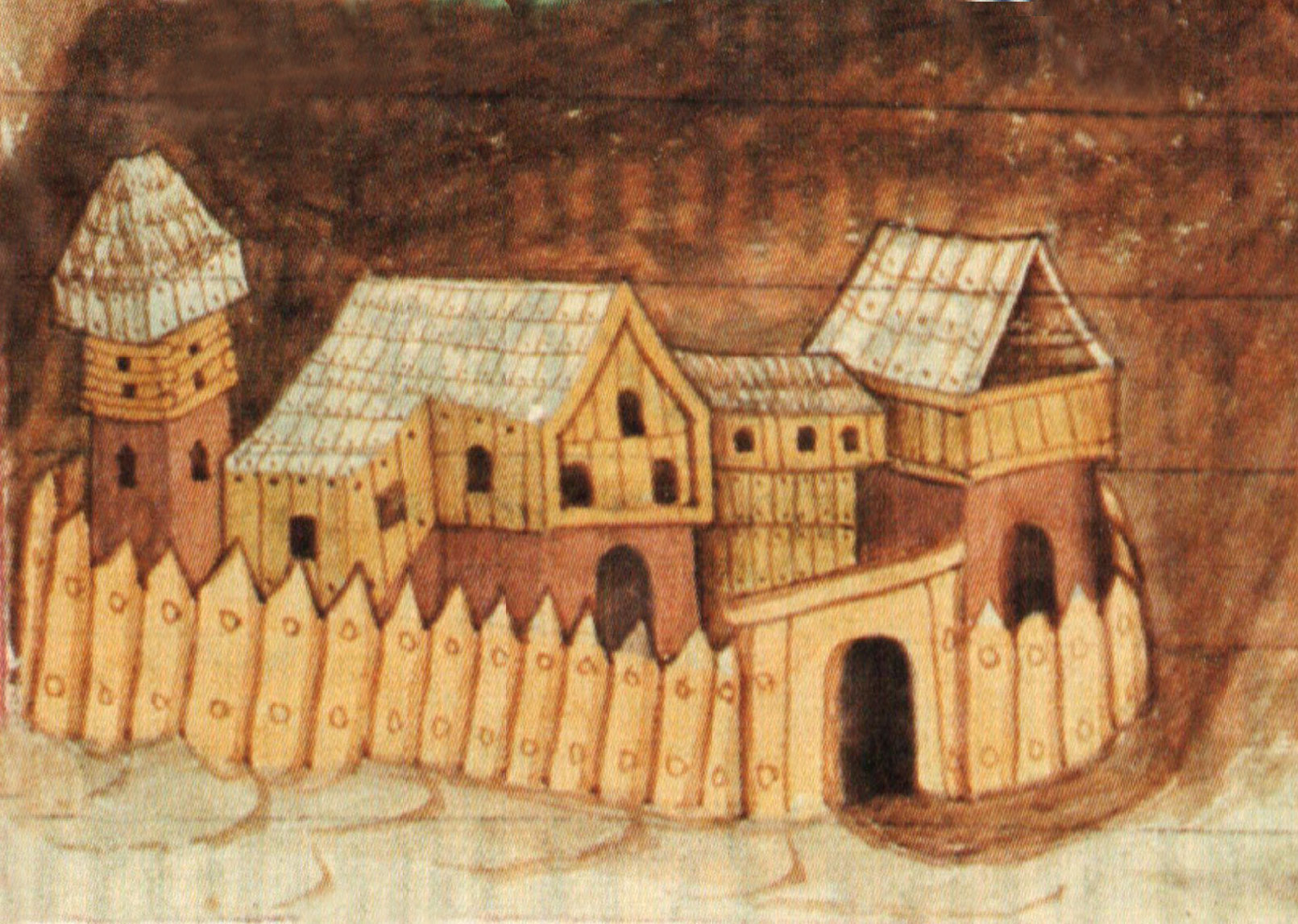
Iluminace tvrze ze 14. století

Tvrz má dva hlavní významy. Ve středověku a raném novověku označuje opevněné sídlo drobného šlechtice situované zpravidla v intravilánu či blízkém okolí vesnice v zemědělsky využívané krajině. Od barokního období označuje slovo tvrz menší samostatný opevněný vojenský bod. Podobný význam má i ve vojenské terminologii dvacátého století, kdy označuje jednotlivé obranné objekty těžkého opevnění.

## Tvrz ve středověku a raném novověku

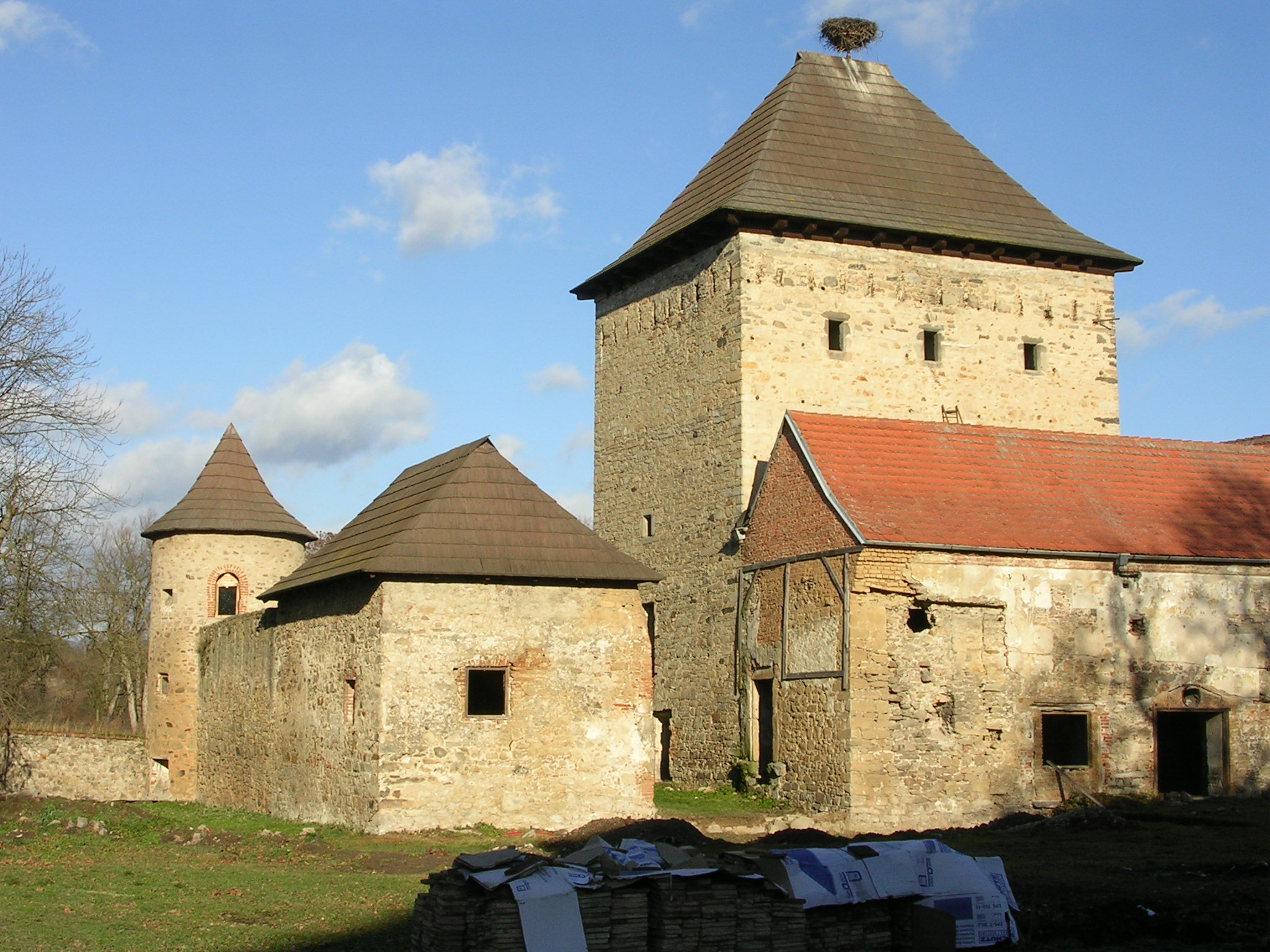
Dolní tvrz v Kestřanech

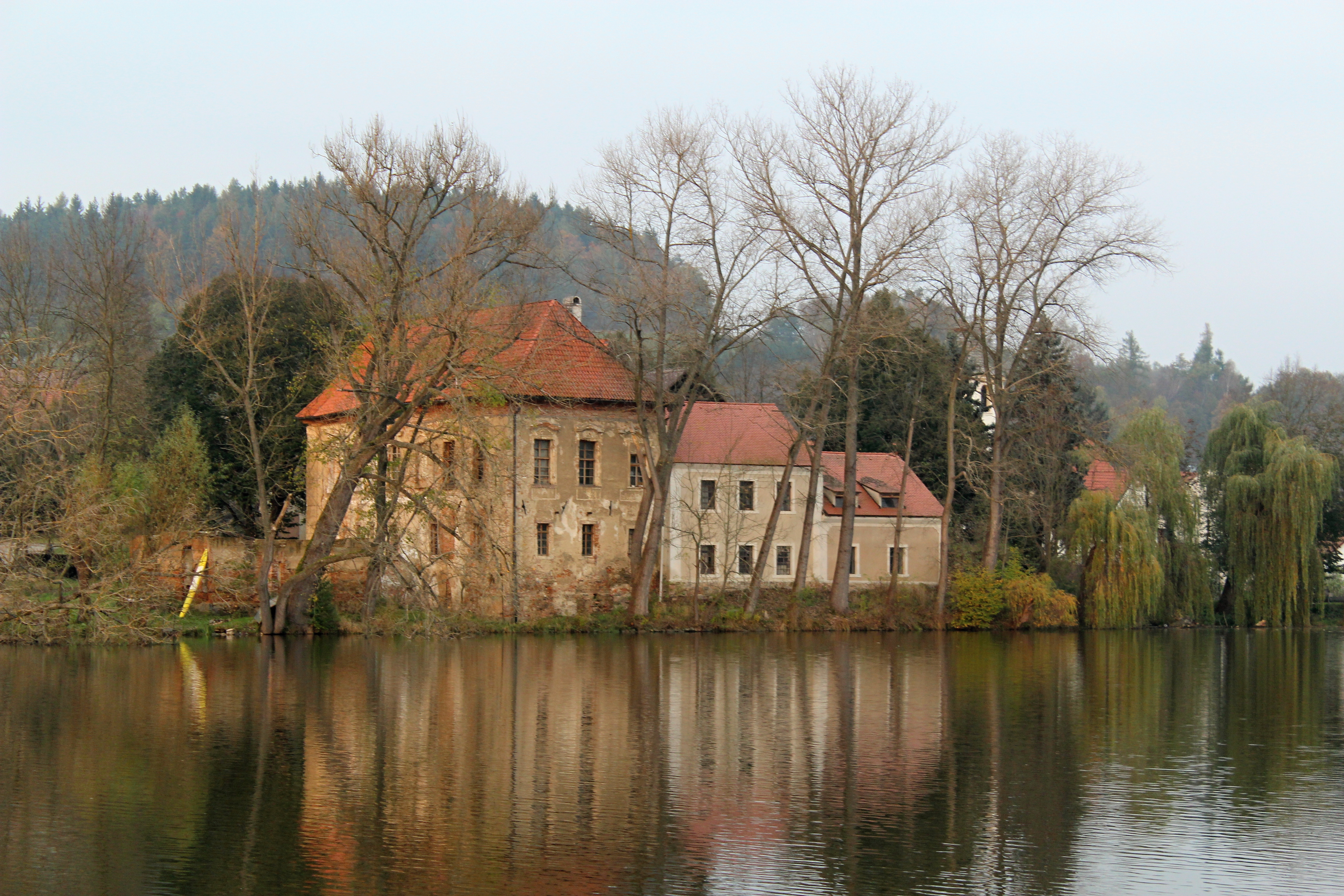
Popovice – západní křídlo a jižní stěna tvrze z jižního břehu Popovického rybníka, který byl součástí obranného systému tvrze a napájel vodní příkop.

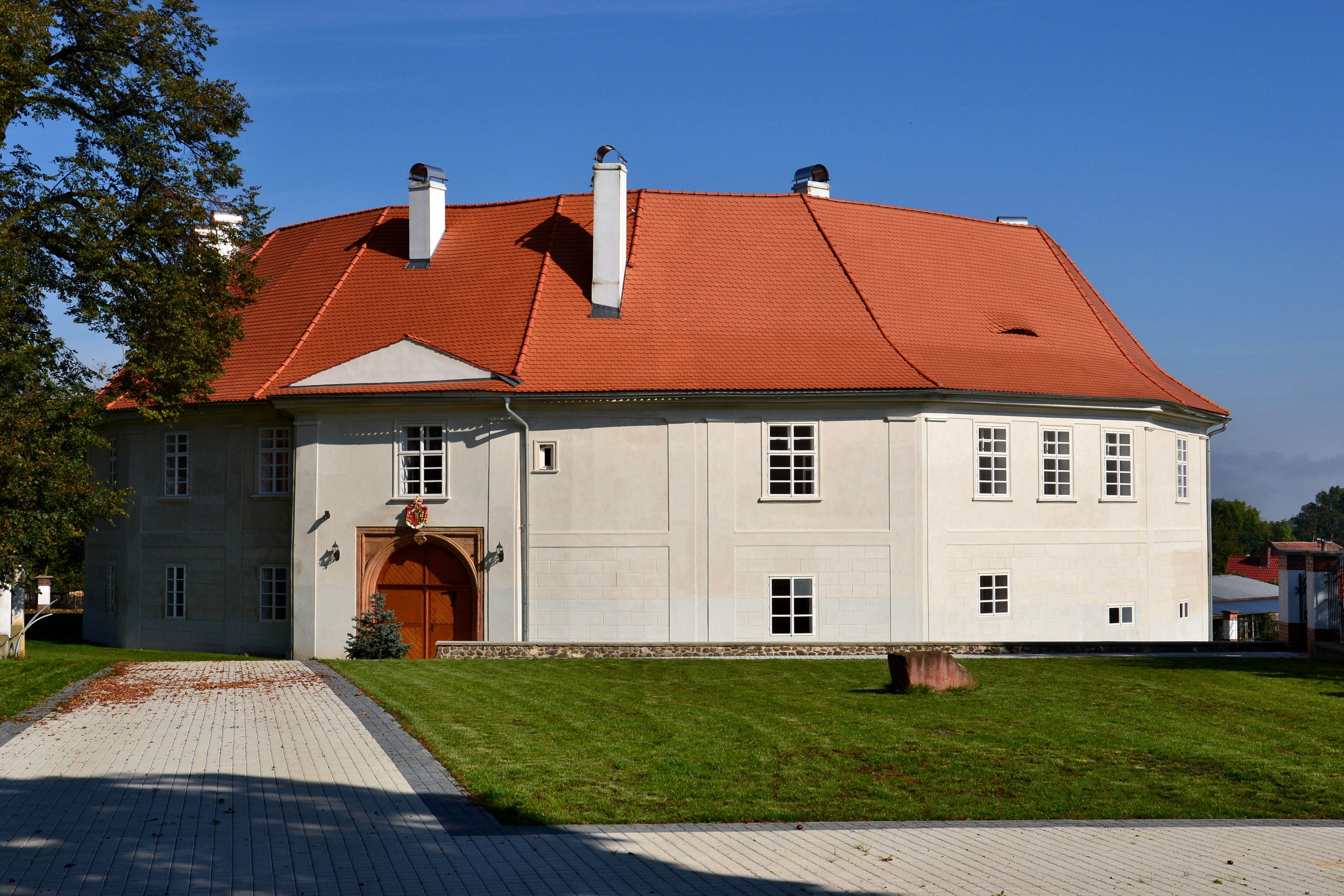
Tvrz v Nepomyšli přestavěná na renesanční zámek

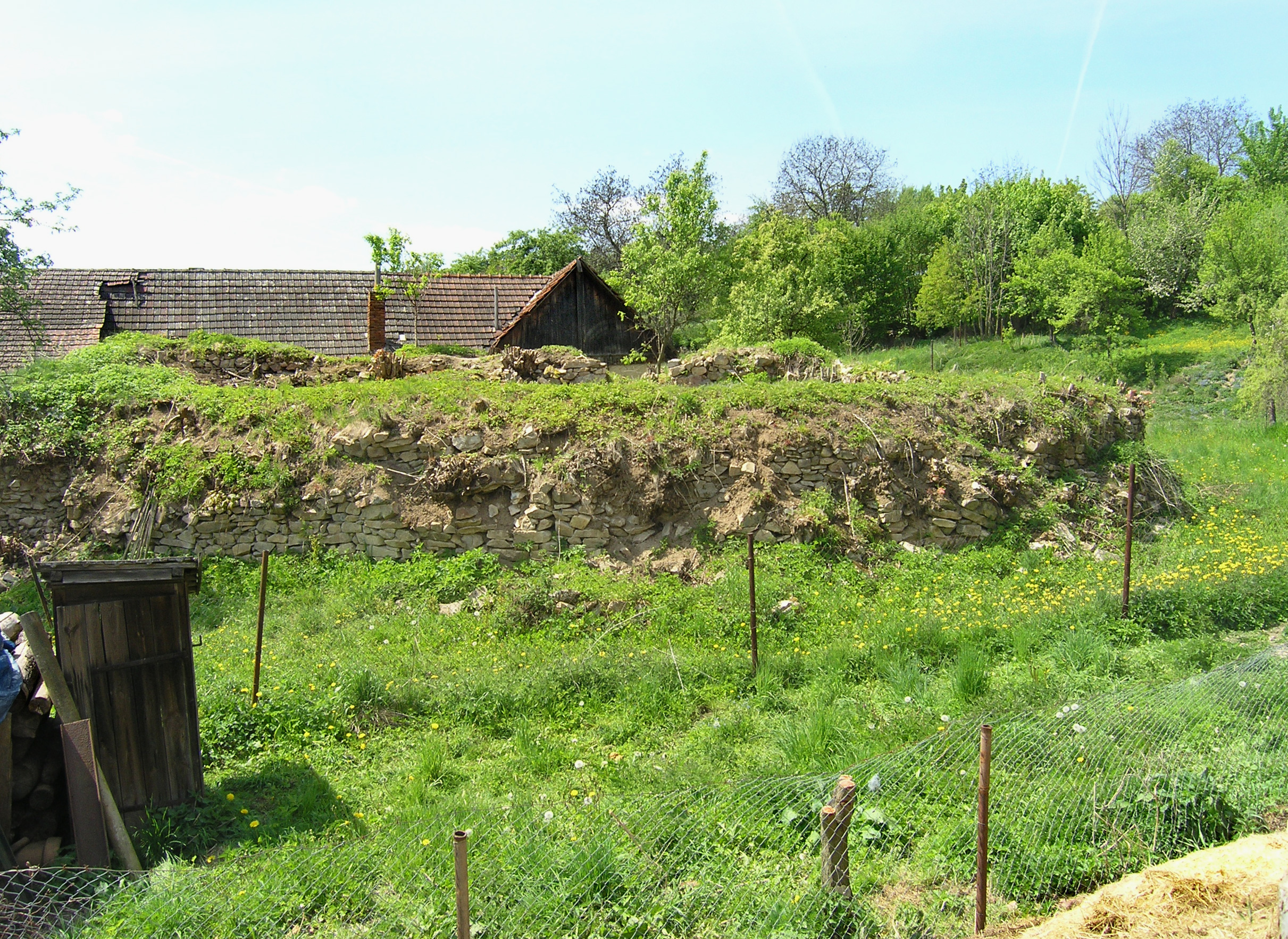
Tvrziště v Martinicích

Pojem tvrz označuje ve středověku a raném novověku drobné opevněné feudální sídlo budované obvykle v těsné návaznosti na venkovské osídlení a hospodářské zázemí, čímž se odlišuje od hradu. Vymezení tvrzí jako samostatné kategorie sídel je českou a částečně polskou zvláštností, protože v ostatních zemích jsou podobné objekty označované jako hrady. Hranice mezi hrady a tvrzemi je neostrá a existuje řada objektů, které bývají zařazovány (historicky i v moderní době) do obou skupin (např. Tuchoraz nebo Hradenín).
Stavebníkem byla především nižší šlechta, bohatí měšťané a církevní hodnostáři. Tvrze vznikaly v českých zemích od 13. století do třicetileté války. Toto období zahrnuje sloh románský, gotický a renesanční. Stavební podoba se lišila podle možností stavebníka. Vznikala široká škála objektů, od prostých dřevěných až po výstavné kamenné stavby. Výjimečnou skupinu představují tvrze v okolí Prahy a Kutné Hory budované bohatými měšťany, kteří kladli velký důraz na rezidenční složku stavby. Postupně se vyvinuly tyto základní dispoziční typy tvrzí:
- tvrze s izolovanou stavbou - tj. obytnou věží nebo palácem
- tvrze s obvodovou zástavbou
- palácové tvrze - palác zapojen do obvodu tvrze
- plášťové tvrze
- tvrze s komlikovanější dispozicí - například s kombinací paláce a věže.[2]

Tvrze s obvodovou zástavbou stavěné od 13. století se vyznačovaly okrouhlým půdorysem (např. Martinice), ale tato podoba byla od poloviny 14. století opouštěna a nahradily ji různě nepravidelné dispozice charakteristické srůstáním jednotlivých staveb. Tvrze s obytnou věží se začaly stavět na přelomu 13. a 14. století. Nejstarší věže byly dřevěné (Tlestky), ale časem dosáhly kamenné věže značných rozměrů. Obvykle byly přístupné pomocí padacího můstku v prvním patře.
Obytná budova byla zpravidla vícepatrová. Přízemí a případné sklepy sloužily k uskladnění zásob a různého nářadí, obytné prostory byly umístěny do vyšších pater. Poslední patro bývalo často lehčí dřevěné konstrukce a vysazené na krakorcích. Součástí obytné stavby mohla být i zateplená roubená komora a prevéty. Opevnění bylo tvořeno zděnými nebo palisádovými hradbami, často v kombinaci s příkopem a valem. S rozvojem palných zbraní byly některé tvrze vybaveny prvky aktivní obrany, jakými byly věže nebo bašty v nárožích. Příkladem takových řešení je šestiboká bašta tvrze ve Volyni nebo na tvrzích ojedinělá polygonální dělostřelecká bašta v Hradeníně.
Pro osoby z nejnižších šlechtických společenských kruhů byly tvrze rodovými sídly, neboť vybudování hradu přesahovalo jejich finanční možnosti. V případě vojenského konfliktu byly tvrze schopné odolat náhlým přepadům a bojům v sousedských sporech, ale k obraně proti delšímu obléhání neměly dostatečné možnosti.
Později byly tvrze v některých případech přestavěny na renesanční či barokní zámky, ale často i zanikly. Ty, které si zachovaly původní ráz, byly přeměněny na vesnické sýpky, stodoly, manufaktury anebo stáje pro užitkový dobytek.

## Novodobé pojetí tvrze
V moderní době se pojem tvrz (respektive dělostřelecká tvrz) používal pro ucelený systém navzájem spolupracujících a pod zemí propojených objektů těžkého opevnění. Jde o pevnost tvořenou několika objekty určenými k ostraze určitého úseku hranice. Příkladem může být dělostřelecká tvrz Bouda složená z pěti tvrzových srubů, která tvořila klíčovou část československého opevnění v prostoru Kralicka.